# Filo (lama)
Il filo, nelle armi bianche e in tutti gli strumenti taglienti, è la parte della lama che forma il limite estremo del taglio. In genere si parla di filo in riferimento alla parte tagliente della lama, ma tecnicamente è chiamato filo anche l'eventuale bordo che non taglia. 
La qualità e le caratteristiche del filo dipendono dalle tecniche di affilatura.

## Nelle armi da taglio
Nelle spade e nelle altre armi da taglio, si chiama filo vero il bordo rivolto verso le dita della mano che impugna la lama, filo falso quello opposto. Tali nomi non hanno alcuna relazione con quanto siano affilati i bordi in questione, ma solo con l'utilizzo.